# Бернгардс Дірікіс
Бернгардс Дірікіс (латис. Bernhards Dīriķis; *11 січня 1831, Веява, нині Ергльський край — †25 серпня 1892, Рига) — латвійський журналіст і громадський діяч. Брат Андрейса Дірікіса, батько Артура Дірікіса.

## Біографія
Виріс в Якобштадте, навчався в Дерптській учительській семінарії (1848-1850) і вчительському інституті в Санкт-Петербурзі (1850-1852). У 1852-1856 викладав російську мову в школі Аренсбурга, потім влаштувався в Ризі і вступив на державну службу, в 1862-1866 служив по акцизному відомству в Пскові.
Повернувшись в Ригу, в 1868 був обраний першим головою Ризької Латвійської спілки.
В 1869 організував установку пам'ятника Гарлібу Меркелю в Катлакалнсі, організував в складі товариства театральну комісію, яку пізніше очолював. У 1868 почав видавати журнал «Baltijas Vēstnesis»; в 1877-1880 видавав також першу щоденну газету латиською мовою «Rīgas Lapa». У 1877 придбав власну друкарню, в якій виходила і друкована продукція інших видавців. Дірікісу належить також перший нарис історії латвійської літератури, написаний на латвійською мовою, — книга «Латвійська література» (латис. Latviešu rakstniecība; 1860).